# Nhu Quynhbrug
De Như Quỳnhbrug is een vakwerkbrug in de Spoorlijn Hanoi - Hải Phòng. De brug ligt even ten zuiden van het dorp Quỳnh Phụ, een onderdeel van Hanoi.

## Trivia
- Er is ook een zangeres met de naam Như Quỳnh. Như Quỳnh betekent "zoals een hortensia".